# チャレンジ大魔王
『チャレンジ大魔王』（チャレンジだいまおう）は、1993年10月16日から1994年3月19日までTBS系列局（テレビ山口を除く27局）で放送されていたTBS製作のバラエティー番組である。放送時間は毎週土曜 19:30 - 20:00 （日本標準時）。

## 概要
出演者たちが体を張って撮影してきた映像からクイズを出題していた番組。出演者たちは他局の番組にも積極的に参加し、ヒロミと清水圭が『欽ちゃんの第41回全日本仮装大賞』（日本テレビ）に出場した。また、『夢がMORI MORI』（フジテレビ）のキックベースにも参戦した。

## 出演者
- ヒロミ
- 中山秀征
- 定岡正二
- 磯野貴理子
- 山田純世
- 伊集院光
- 穴井夕子
- 清水圭
- 山縣隆司

## 備考
- 前番組『クイズテレビずき!』まではロート製薬の一社提供であったが、本番組ではロート製薬とP&Gの2社提供となった。このため、ロート製薬のオープニングキャッチは本番組では使われていなかった。
- テレビ高知は、本番組の最終回をもって1970年の開局以来24年続いたTBS製作土曜19:30枠の実質30分間のレギュラー番組の同時ネットを、『筋肉番付』の途中にあたる2001年3月まで一旦ながら7年間中止した。これは1994年春の改編でTBSが土曜19時台のレギュラー番組を1時間化したの一方で、テレビ高知は土曜19時台全体ではレギュラー番組としては独自編成を行っていたためであり、テレビ高知は1997年4月に高知さんさんテレビが開局するまでの間、土曜19:00枠でフジテレビ製作の月曜21時枠の連続ドラマ（月曜21:00枠）を遅れネットで放送し、高知さんさんテレビの開局後もテレビ朝日製作の『月曜ドラマ・イン』（月曜20:00枠）や朝日放送製作の『探偵!ナイトスクープ』（金曜23:25枠→金曜23:17枠）などテレビ朝日系列番組の遅れネットを行っていた。

| TBS系列 土曜19:30枠                                | TBS系列 土曜19:30枠                                 | TBS系列 土曜19:30枠                                           |
| 前番組                                             | 番組名                                              | 次番組                                                        |
| -------------------------------------------------- | --------------------------------------------------- | ------------------------------------------------------------- |
| クイズテレビずき! （1993年1月9日 - 1993年9月25日） | チャレンジ大魔王 （1993年10月16日 - 1994年3月19日） | テレビの王様 （1994年4月16日 - 1994年9月24日） ※19:00 - 20:00 |